# De Raconteurs
De Raconteurs was een Vlaams productiehuis. Het productiehuis maakte vooral producties waarin het levensverhaal centraal staat. De Raconteurs maakte verschillende documentairereeksen voor de openbare televisiezender Canvas. Het bedrijf was gevestigd in Gent.

## Geschiedenis
Het productiehuis werd eind 2010 opgericht. Aan de basis stonden onder meer Peter Vandekerckhove, Lieven Billiet en Paul Van Rooy, die bij productiehuis Woestijnvis werkten en er hadden meegewerkt aan verschillende programma's. Vandekerckhove was ook de auteur van het boek Meneer doktoor uit 2008. Dit boek vormde de basis voor de Woestijnvis-documentairereeks Meneer Doktoor, in 2009 uitgezonden op Canvas, waarvoor Vandekerckhove onder meer met Billiet samenwerkte. Samen met voormalig VRT-televisiedirecteur Wim Vanseveren en schrijver Dimitri Casteleyn richtten zij daarna De Raconteurs op.
Het productiehuis maakte al gauw enkele reeksen in de verhaalstijl van Meneer Doktoor. De eerste productie was Drie generaties, een achtdelige reportagereeks op Canvas waarin drie generaties met hetzelfde beroep in een familie aan het woord komen. Eind 2012 verscheen de reeks Meneer de Burgemeester op Canvas, gelijkaardig aan Meneer Doktoor. In april 2013 was de driedelige documentaire 100 jaar Vooruit te zien op Canvas en in het najaar van 2013 De leraarskamer. In het voorjaar van 2014 werd Grand Central Belge uitgezonden, waarin Frieda Van Wijck de gelijknamige negentiende-eeuwse spoorlijn tussen Wallonië en Vlaanderen verkende.
Eind november 2014 werd bekendgemaakt dat het productiehuis ophield te bestaan. Vandekerckhove lichtte de beslissing toe door te zeggen dat er door de veranderingen bij de openbare omroep geen onmiddellijke projecten op stapel stonden.